# Oliver Cheatham
Oliver Cheatham, född 1948 i Detroit, Michigan, död 29 november 2013, var en amerikansk musiker och sångare. Singeln Get Down Saturday Night är Cheathams mest kända låt och nådde upp till 37:e plats på den amerikanska R&B-Billboardlistan våren 1983. 2003 remixades denna låt av gruppen Room5, då låten gick under namnet Make Luv. Make Luv gick upp som nummer ett i Storbritannien.
Cheatham bodde under senare delen av sitt liv i Surrey i England.

## Diskografi
- Oliver
- Get Down Saturday Night (1983)
- Stand For Love (2002)